# Daisy Ducati
Daisy Ducati (n. 8 decembrie 1989 în San Francisco, California) este o actriță porno americană. Ea este cunoscută sub nume diferite ca Nikki Lux.

## Premii și nominalizări
| An   | Premiu            | Rezultat     | Nominalizare                   |
| ---- | ----------------- | ------------ | ------------------------------ |
| 2014 | The Fannys        | Nominalizare | Kink Performer of the Year     |
| 2016 | Spank Bank Awards | Nominalizare | Fetish Virtuoso of the Year    |
| 2016 | Spank Bank Awards | Nominalizare | Spanking Slut of the Year      |
| 2016 | Spank Bank Awards | Nominalizare | Tortured Fuck Doll of the Year |